# ZNF225
ZNF225‏ (Zinc finger protein 225) هوَ بروتين يُشَفر بواسطة جين ZNF225 في الإنسان.